# Cameron Stones
Cameron Stones (Oshawa, 5 de enero de 1992) es un deportista canadiense que compite en bobsleigh en las modalidades doble y cuádruple.
Participó en dos Juegos Olímpicos de Invierno, en los años 2018 y 2022, obteniendo una medalla de bronce en Pekín 2022, en la prueba cuádruple (junto con Justin Kripps, Ryan Sommer y Benjamin Coakwell).
Ganó dos medallas en el Campeonato Mundial de Bobsleigh de 2019, plata en la prueba doble y bronce en cuádruple.

## Palmarés internacional
| Juegos Olímpicos   | Juegos Olímpicos  | Juegos Olímpicos  | Juegos Olímpicos |
| Año                | Lugar             | Medalla           | Prueba           |
| ------------------ | ----------------- | ----------------- | ---------------- |
| 2022               | Pekín (China)     | Medalla de bronce | Cuádruple        |
| Campeonato Mundial |                   |                   |                  |
| Año                | Lugar             | Medalla           | Prueba           |
| 2019               | Whistler (Canadá) | Medalla de plata  | Doble            |
| 2019               | Whistler (Canadá) | Medalla de bronce | Cuádruple        |